# Porpocera
Porpocera är ett släkte av tvåvingar. Porpocera ingår i familjen vapenflugor.
Kladogram enligt Catalogue of Life:
| Porpocera | \| \| Porpocera fibulata \| \| \| \| \| \| Porpocera horrida \| \| \| \| |
|           | \| \| Porpocera fibulata \| \| \| \| \| \| Porpocera horrida \| \| \| \| |
|           | Porpocera fibulata                                                       |
|           |                                                                          |
|           | Porpocera horrida                                                        |
|           |                                                                          |